# Spaniens Grand Prix 2021
Spaniens Grand Prix 2021 (officielt navn: Formula 1 Aramco Gran Premio de España 2021) var et Formel 1-løb, som blev kørt den 9. maj 2021 på Circuit de Barcelona-Catalunya i Montmeló, Spanien. Det var det fjerde løb i Formel 1-sæsonen 2021, og 62. gang Spaniens Grand Prix blev arrangeret.

## Kvalifikation
| Pos.               | Nr. | Kører              | Konstruktør           | Del 1    | Del 2    | Del 3    | Grid |
| ------------------ | --- | ------------------ | --------------------- | -------- | -------- | -------- | ---- |
| 1                  | 44  | Lewis Hamilton     | Mercedes              | 1.18,245 | 1.17,166 | 1.16,741 | 1    |
| 2                  | 33  | Max Verstappen     | Red Bull Racing-Honda | 1.18,090 | 1.16,922 | 1.16,777 | 2    |
| 3                  | 77  | Valtteri Bottas    | Mercedes              | 1.18,005 | 1.17,142 | 1.16,873 | 3    |
| 4                  | 16  | Charles Leclerc    | Ferrari               | 1.18,041 | 1.17,717 | 1.17,510 | 4    |
| 5                  | 31  | Esteban Ocon       | Alpine-Renault        | 1.18,281 | 1.17,743 | 1.17,580 | 5    |
| 6                  | 55  | Carlos Sainz, Jr.  | Ferrari               | 1.18,205 | 1.17,656 | 1.17,620 | 6    |
| 7                  | 3   | Daniel Ricciardo   | McLaren-Mercedes      | 1.18,264 | 1.17,719 | 1.17,622 | 7    |
| 8                  | 11  | Sergio Pérez       | Red Bull Racing-Honda | 1.18,203 | 1.17,669 | 1.17,701 | 8    |
| 9                  | 4   | Lando Norris       | McLaren-Mercedes      | 1.17,821 | 1.17,696 | 1.18,010 | 9    |
| 10                 | 14  | Fernando Alonso    | Alpine-Renault        | 1.18,281 | 1.17,966 | 1.18,147 | 10   |
| 11                 | 18  | Lance Stroll       | Aston Martin-Mercedes | 1.18,241 | 1.17,974 | N/A      | 11   |
| 12                 | 10  | Pierre Gasly       | AlphaTauri-Honda      | 1.18,190 | 1.17,982 | N/A      | 12   |
| 13                 | 5   | Sebastian Vettel   | Aston Martin-Mercedes | 1.18,289 | 1.18,079 | N/A      | 13   |
| 14                 | 99  | Antonio Giovinazzi | Alfa Romeo-Ferrari    | 1.18,549 | 1.18,356 | N/A      | 14   |
| 15                 | 63  | George Russell     | Williams-Mercedes     | 1.18,445 | 1.19,154 | N/A      | 15   |
| 16                 | 22  | Yuki Tsunoda       | AlphaTauri-Honda      | 1.18,556 | N/A      | N/A      | 16   |
| 17                 | 7   | Kimi Räikkönen     | Alfa Romeo-Ferrari    | 1.18,917 | N/A      | N/A      | 17   |
| 18                 | 47  | Mick Schumacher    | Haas-Ferrari          | 1.19,117 | N/A      | N/A      | 18   |
| 19                 | 6   | Nicholas Latifi    | Williams-Mercedes     | 1.19,219 | N/A      | N/A      | 19   |
| 20                 | 9   | Nikita Masepin     | Haas-Ferrari          | 1.19,807 | N/A      | N/A      | 201  |
| 107%-tid: 1.23,268 |     |                    |                       |          |          |          |      |
| Kilde:             |     |                    |                       |          |          |          |      |

Noter:
↑1 - Nikita Masepin blev givet en 3-plads straf for at køre i vejen for Lando Norris under kvalifikationen. Denne straf gjorde dog ingen forskel, da han skulle starte bagerst alligevel.

## Resultat
| Pos.                                                               | Nr. | Kører              | Konstruktør           | Omgange | Tid/Udgået  | Startpos. | Point |
| ------------------------------------------------------------------ | --- | ------------------ | --------------------- | ------- | ----------- | --------- | ----- |
| 1                                                                  | 44  | Lewis Hamilton     | Mercedes              | 66      | 1:33.07,680 | 1         | 25    |
| 2                                                                  | 33  | Max Verstappen     | Red Bull Racing-Honda | 66      | +15,841     | 2         | 191   |
| 3                                                                  | 77  | Valtteri Bottas    | Mercedes              | 66      | +26,610     | 3         | 15    |
| 4                                                                  | 16  | Charles Leclerc    | Ferrari               | 66      | +54,616     | 4         | 12    |
| 5                                                                  | 11  | Sergio Pérez       | Red Bull Racing-Honda | 66      | +1.03,671   | 8         | 10    |
| 6                                                                  | 3   | Daniel Ricciardo   | McLaren-Mercedes      | 66      | +1.13,768   | 7         | 8     |
| 7                                                                  | 55  | Carlos Sainz, Jr.  | Ferrari               | 66      | +1.14,670   | 6         | 6     |
| 8                                                                  | 4   | Lando Norris       | McLaren-Mercedes      | 65      | +1 omgang   | 9         | 4     |
| 9                                                                  | 31  | Esteban Ocon       | Alpine-Renault        | 65      | +1 omgang   | 5         | 2     |
| 10                                                                 | 10  | Pierre Gasly       | AlphaTauri-Honda      | 65      | +1 omgang   | 12        | 1     |
| 11                                                                 | 18  | Lance Stroll       | Aston Martin-Mercedes | 65      | +1 omgang   | 11        |       |
| 12                                                                 | 7   | Kimi Räikkönen     | Alfa Romeo-Ferrari    | 65      | +1 omgang   | 17        |       |
| 13                                                                 | 5   | Sebastian Vettel   | Aston Martin-Mercedes | 65      | +1 omgang   | 13        |       |
| 14                                                                 | 63  | George Russell     | Williams-Mercedes     | 65      | +1 omgang   | 15        |       |
| 15                                                                 | 99  | Antonio Giovinazzi | Alfa Romeo-Ferrari    | 65      | +1 omgang   | 14        |       |
| 16                                                                 | 6   | Nicholas Latifi    | Williams-Mercedes     | 65      | +1 omgang   | 19        |       |
| 17                                                                 | 14  | Fernando Alonso    | Alpine-Renault        | 65      | +1 omgang   | 10        |       |
| 18                                                                 | 47  | Mick Schumacher    | Haas-Ferrari          | 64      | +2 omgange  | 18        |       |
| 19                                                                 | 9   | Nikita Masepin     | Haas-Ferrari          | 64      | +2 omgange  | 20        |       |
| Ret                                                                | 22  | Yuki Tsunoda       | AlphaTauri-Honda      | 6       | Elektronik  | 16        |       |
| Hurtigste omgang: Max Verstappen (Red Bull) - 1.18,149 (omgang 62) |     |                    |                       |         |             |           |       |
| Kilde:                                                             |     |                    |                       |         |             |           |       |

Noter:
↑1 - Inkluderer point for hurtigste omgang.

## Stilling i mesterskaberne efter løbet
| Pos. | Kører           | Point |
| ---- | --------------- | ----- |
| 1    | Lewis Hamilton  | 94    |
| 2    | Max Verstappen  | 80    |
| 3    | Valtteri Bottas | 47    |
| 4    | Lando Norris    | 41    |
| 5    | Charles Leclerc | 40    |

| Pos. | Konstruktør      | Point |
| ---- | ---------------- | ----- |
| 1    | Mercedes         | 141   |
| 2    | Red Bull-Honda   | 112   |
| 3    | McLaren-Mercedes | 65    |
| 4    | Ferrari          | 60    |
| 5    | Alpine-Renault   | 15    |